# Lindsay Flory
Lindsay Frances Flory (Lexington, 24 ottobre 1996) è una pallavolista statunitense, palleggiatrice del Kanti.

## Carriera

### Club
La carriera di Lindsay Flory inizia nei tornei scolastici della Louisiana, giocando per la University Lab. Dopo il diploma gioca a livello universitario, partecipando alla NCAA Division I dal 2015 al 2018 con la Louisiana State.
Inizia la carriera da professionista nella 1. Bundesliga tedesca, difendendo i colori dell'Erfurt nella stagione 2019-20 e poi quelli del Potsdam nella stagione seguente; nell'annata 2021-22 gioca per un altro club della massima divisione tedesca, il Vilsbiburg. Lascia la Germania nel campionato 2023-24, trasferendosi nella Lega Nazionale A svizzera, dove indossa la casacca del Kanti.